# Asplenium oldhamii
Asplenium oldhamii är en svartbräkenväxtart som beskrevs av Henry Fletcher Hance. Asplenium oldhamii ingår i släktet Asplenium och familjen Aspleniaceae. Inga underarter finns listade.